# Davide Tortella
Davide Tortella, né le 30 juillet 1982 à Vérone en Vénétie,, est un coureur cycliste italien. Resté amateur, il est notamment devenu champion du monde de la course aux points juniors en 2000. Il a également remporté une étape du Baby Giro en 2006.

## Palmarès

### Par année
- 2000
  -  Champion du monde de la course aux points juniors
- 2001
  - 3e de la Coppa Ardigò
- 2003
  - Trofeo Lindo e Sano
  - Trofeo Fratelli Ferrari
  - Memorial Giuseppe Gemelli
  - 3e du Trofeo Città di Montecchio
  - 3e du Trofeo Gandolfi
  - 3e du Circuito di Paderno
- 2004
  - 3e du Grand Prix de Roncolevà
- 2006
  - Piccola Sanremo
  - Trofeo FPT Tapparo
  - 6e étape du Baby Giro
- 2007
  - 2e du Circuito del Porto-Trofeo Arvedi
  - 3e du Tour des Abruzzes
  - 3e de la Coppa Caduti Nervianesi
- 2008
  - 3e du Gran Premio Città di Valeggio

### Classements mondiaux
| Année           | 2006 | 2007 |
| --------------- | ---- | ---- |
| UCI Europe Tour | 810e | 313e |